# Коррадини, Пьер Марчеллино
Блаженный Пьер Марчеллино Коррадини (итал. Pier Marcellino Corradini; 2 июня 1658, Сецце, Папская область — 8 февраля 1743, Рим, Папская область) — католический блаженный, итальянский куриальный кардинал и доктор обоих прав. Апостольский вице-датарий с 29 мая 1699 по 12 мая 1721. Титулярный архиепископ Афин с 7 ноября 1707 по 26 сентября 1712. Про-префект Священной Конгрегации Тридентского собора с 21 апреля по 26 ноября 1718. Префект Священной Конгрегации Тридентского собора с 26 ноября 1718 по 12 мая 1721. Камерленго Священной Коллегии кардиналов с 8 февраля 1719 по 4 марта 1720. Апостольский про-датарий с 12 мая 1721 по 12 июля 1730. Кардинал in pectore с 18 мая по 26 сентября 1718. Кардинал-священник с 26 сентября 1718, с титулом церкви Сан-Джованни-а-Порта-Латина с 21 ноября 1712 по 11 сентября 1726, in commendam с 11 сентября 1726 по 10 апреля 1734. Кардинал-священник с титулом церкви Санта-Мария-ин-Трастевере с 11 сентября 1726 по 15 декабря 1734. Кардинал-епископ Фраскати с 15 декабря 1734 по 8 февраля 1743.

## Ранние годы и образование
Пьер Марчеллино Коррадини родился 2 или 3 июня 1658 года, в Сецце, епархия Террачина. Происходил из буржуазной и глубоко христианской семьи. Сын Торквато Коррадини, который родом из Реджо-Эмилии и Порции Чаммаруконе (или Чамарикони). Пьер Марчеллино был крещён на следующий день, его крёстной матерью была Катерина Савелли, будущая преподобная..
Пьер Марчеллино получив домашнее образование, а затем был отправлен в Рим в 1669 году для продолжения учёбы и получил докторскую степень в области канонического и гражданского права. (Никакой дополнительной информации об его образовании не найдено).
Аудитор кардинала Бенедетто Памфили в 1685 году. Куриальный адвокат. Апостольский вице-датарий с 29 мая 1699 года, подтверждён в должности новым Папой Климентом XI, 7 декабря 1700 года. Каноник патриаршей Латеранской базилики с декабря 1699 года.

## Образование и священство
Рукоположен в сан священника 10 июня 1702 года в Риме. Референадарий Верховного трибунала Апостольской Сигнатуры Правосудия и Милости с 19 мая 1706 года. Аудитор Его Святейшества с мая 1706 года. 28 июля 1706 года назван великим пенитенциарием кардиналом-ораторианцем Леандро Коллоредо, аудитором и канонистом Апостольской пенитенциарии, подтверждён папской буллой 19 августа 1706 года.

## Епископ
7 ноября 1707 года Пьер Марчеллино Коррадини избран титулярным архиепископом Афин. Помощник Папского трона с 23 ноября 1707 года. Посвящён в епископы 27 ноября 1707 года в патриаршей Латеранской базилике кардиналом Фабрицио Паолуччи при содействии соконсекраторов: титулярного архиепископа Эфеса Антонио Франческо Санвитале и титулярного архиепископа Феодосии Улиссе Джузеппе Гоццадини. На этой же церемонии был посвящён Алессандро Альдобрадини, титулярный архиепископ Роди, будущий кардинал.

## Кардинал
Возведён в кардиналы in pectore на консистории от 18 мая 1712 года, объявлен на консистории от 26 сентября 1712 года. красную шапку и титул церкви Сан-Джованни-а-Порта-Латина 21 ноября 1712 года.
Про-префект Священной Конгрегации Тридентского собора с 21 апреля 1718 года. Префект этой Конгрегации с 26 ноября 1718 года по 12 мая 1721 года. Камерленго Священной Коллегии кардиналов с 8 февраля 1719 года по 4 марта 1720 года.
Участвовал в Конклаве 1721 года, который избрал Папу Иннокентия XIII. Апостольский про-датарий с 12 мая 1721 года.
Участвовал в Конклаве 1724 года, который избрал Папу Бенедикта XIII. 7 июня 1724 года подтверждён на посту апостольского про-датария новым Папой Бенедиктом XIII. 11 сентября 1726 года избран для титулярной церкви Санта-Мария-ин-Трастевере, сохранив за собой свой прежний титул in commendam.
Участвовал в Конклаве 1730 года, который избрал Папу Климента XII. Отклонил предложение утвердить его на должность апостольского про-датария от Папы Климента XII, чтобы иметь возможность продолжить работать над завершением договоров между Святым Престолом и Испанией, Неаполем и Австрией. 10 апреля 1734 года. оставил свой титул in commendam. 15 декабря 1734 года избран кардиналом-епископом с субурбикарной епархией Фраскати.
Участвовал в Конклаве 1740 года, который избрал Папу Бенедикта XIV. Кардинал Трояно Аквавива д’Арагона представил вето испанского короля Филиппа V против его избрания.

## Кончина
Скончался кардинал Пьер Марчеллино Коррадини 8 февраля 1743 года в 11:45, после долгой и тяжёлой болезни в своем римском дворце на виа Лата. Вечером 10 февраля 1743 года его тело было перевезено в базилику Санта-Мария-ин-Трастевере, в Риме, согласно его завещанию. Собрание папской капеллы состоялось на следующий день, а позднее кардинал Коррадини был похоронен в той же церкви.

## Беатификация
19 мая 1993 года в кафедральном соборе Палермо кардинал Сальваторе Паппалардо, архиепископ Палермо, начал епархиальную фазу процесса беатификации, которая была завершена 17 октября 1999 года новым архиепископом Палермо кардиналом Сальваторе Де Джорджи.